# Elegija
Elegija je u grčkoj književnosti bila svaka pjesma pisana u elegijskom distihu (dvostih koji se sastoji od heksametra i pentametra). Kasnije postaje pjesma u kojoj pjesnik tužnim tonom izražava bol i žaljenje za nečim nedostižnim ili nepovratnim. Ton tužaljke dao je prognani pjesnik Ovidije koji u zbirci Ex Ponto opisuje čežnju za svojom domovinom.